# Cyprus op de Olympische Zomerspelen 1984
Cyprus nam deel aan de Olympische Zomerspelen 1984 in Los Angeles, Verenigde Staten. Het was de tweede olympische deelname van het land. Net zoals bij hun vorige deelname werden er geen medailles gewonnen.

## Deelnemers en resultaten

### Atletiek
| Olympiër           | Discipline             | Resultaat | Prestatie                                              |
| ------------------ | ---------------------- | --------- | ------------------------------------------------------ |
| Marios Kassianidis | 10000m (m)             | 27e       | serie 3: 10de in 29.06,08                              |
| Filippos Philippou | 3000m steeplechase (m) | 23e       | serie 3: 7de in 8.30,09 halve finale1: 12de in 8.39,47 |
| Marios Kassianidis | marathon (m)           | 62e       | 2:32.51                                                |
| Filippos Philippou | marathon (m)           | DNF       | niet gefinisht                                         |
| Dimitrios Araouzos | verspringen (m)        | 30e       | kwalificatie groep B: 14de met 5,67m                   |

### Judo
| Olympiër          | Discipline | Resultaat | Prestatie |
| ----------------- | ---------- | --------- | --------- |
| Ioannis Kouyallis | -78kg (m)  | 20e       |           |
| Costas Papacostas | -86kg (m)  | 18e       |           |

### Schietsport
| Olympiër                   | Discipline | Resultaat | Prestatie  |
| -------------------------- | ---------- | --------- | ---------- |
| Petros Kyritsis            | skeet      | 13e       | 192 punten |
| Mikhalakis Tymbios         | skeet      | 69e       | 95 punten  |
| Anastasios Lordos          | trap       | 47e       | 173 punten |
| Dimitrios Papakhrisostomou | trap       | 35e       | 176 punten |

### Wielersport
| Olympiër       | Discipline       | Resultaat | Prestatie      |
| -------------- | ---------------- | --------- | -------------- |
| Spyros Agrotis | wegwedstrijd (m) | DNF       | niet gefinisht |

Algerije · Amerikaanse Maagdeneilanden · Andorra · Antigua en Barbuda · Argentinië · Australië · Bahama’s · Bahrein · Bangladesh · Barbados · België · Belize · Benin · Bermuda · Bhutan · Birma · Bolivia · Bondsrepubliek Duitsland · Botswana · Brazilië · Britse Maagdeneilanden · Canada · Centraal-Afrikaanse Republiek · Chili · China · Chinees Taipei · Colombia · Congo-Brazzaville · Costa Rica · Cyprus · Denemarken · Djibouti · Dominicaanse Republiek · Ecuador · Egypte · El Salvador · Equatoriaal-Guinea · Fiji · Filipijnen · Finland · Frankrijk · Gabon · Gambia · Ghana · Grenada · Griekenland · Groot-Brittannië · Guatemala · Guinee · Guyana · Haïti · Honduras · Hongkong · Ierland · IJsland · India · Indonesië · Irak · Israël · Italië · Ivoorkust · Jamaica · Japan · Joegoslavië · Jordanië · Kaaimaneilanden · Kameroen · Kenia · Koeweit · Lesotho · Libanon · Liberia · Liechtenstein · Luxemburg · Madagaskar · Malawi · Maleisië · Mali · Malta · Marokko · Mauritanië · Mauritius · Mexico · Monaco · Mozambique · Nederland · Nederlandse Antillen · Nepal · Nicaragua · Nieuw-Zeeland · Niger · Nigeria · Noord-Jemen · Noorwegen · Oeganda · Oman · Oostenrijk · Pakistan · Panama · Papoea-Nieuw-Guinea · Paraguay · Peru · Portugal · Puerto Rico · Qatar · Roemenië · Rwanda · Salomonseilanden · Samoa · San Marino · Saoedi-Arabië · Senegal · Seychellen · Sierra Leone · Singapore · Soedan · Somalië · Spanje · Sri Lanka · Suriname · Swaziland · Syrië · Tanzania · Thailand · Togo · Tonga · Trinidad en Tobago · Tsjaad · Tunesië · Turkije · Uruguay · Venezuela · Verenigde Arabische Emiraten · Verenigde Staten · Zaïre · Zambia · Zimbabwe · Zuid-Korea · Zweden · Zwitserland